# Majsiejeuka (rejon oktiabrski)
Majsiejeuka (biał. Майсееўка; ros. Мойсеевка, Mojsiejewka; pol. hist. Mojsiejówka) – agromiasteczko na Białorusi, w obwodzie homelskim, w rejonie oktiabrskim, w sielsowiecie Pratasy, nad Tremlą.

## Historia
W XIX i w początkach XX w. zaścianek położony w Rosji, w guberni mińskiej, w powiecie bobrujskim. Opisywany był wówczas jako miejscowość odludna, poleska, bez dróg komunikacyjnych.
Po I wojnie światowej pod administracją polską, w Zarządzie Cywilnym Ziem Wschodnich, w okręgu mińskim, w powiecie bobrujskim. W wyniku postanowień traktatu ryskiego znalazła się w granicach Związku Sowieckiego. Od 1991 w niepodległej Białorusi.